# Menkhéperrêseneb Ier
Pour l’article homonyme, voir Menkhéperrêseneb.
Menkhéperrêseneb Ier est grand prêtre d'Amon à la suite d'Hapouseneb à l'époque de Thoutmôsis III. Il a été supposé jusqu'à récemment[Quand ?] qu'il n'y avait qu'un seul grand prêtre d'Amon avec le nom de Menkhéperrêseneb. On a supposé que cet individu avait deux tombes thébaines (TT86 et TT112). Peter Dorman a fait valoir qu'il y a deux grands prêtres d'Amon sous le nom de Menkhéperrêseneb. Une discussion sur l'identification et la datation de ces deux grands prêtres d'Amon peut être trouvée dans l'ouvrage d'O'Connor et Cline.

## Généalogie
Sa mère s'appelle Nebetta. Il serait peut-être l'oncle de son successeur Menkhéperrêseneb II.

## Sépulture
Menkhéperrêseneb Ier est peut-être enterré à Thèbes dans la tombe TT86.